# A sud di nessun nord
A sud di nessun nord (in inglese South of No North) è una raccolta di racconti di Charles Bukowski, originariamente pubblicata nel 1973 da Black Sparrow Press con il titolo di South of No North: Stories of the Buried Life.
Il libro è costituito da una raccolta di racconti di carattere fortemente autobiografico, il cui protagonista è Henry Chinaski.
La raccolta è considerata una delle opere più celebri di Charles Bukowski ed è stata adattata a teatro da Leo Farley e Jonathan Powers.

## Titoli
- Solitudine
- Dai dai contro quel sipario
- Tu e la tua birra e quanto sei ganzo
- Non c’è via per il paradiso
- Questioni di politica
- Amore a diciassette dollari e cinquanta
- Un paio di ubriaconi
- Maja Thurup
- Gli assassini
- Un uomo
- Classe
- Ehi, bello, piantala di guardarmi le tette
- Storia di una bandiera vietcong
- Non sai scrivere una storia d'amore
- Ti ricordi Pearl Harbor?
- Cristo sui pattini a rotelle
- Uno spedizioniere con il naso rosso
- Il diavolo era caldo
- Tu sì che hai fegato
- Il killer
- È questo che ha ucciso Dylan Thomas
- Niente collo e cattivo come il demonio
- Così amano i morti
- Tutti i culi del mondo e il mio
- Confessioni di un uomo abbastanza pazzo da mettersi a vivere con le bestie